# Francis Preserved Leavenworth
Francis Preserved Leavenworth (3. září 1858, Mt. Vernon, Indiana, USA – 12. listopad 1928) byl americký astronom a od roku 1887 profesor astronomie na Haverford College, Swarthmore, Pensylvánie. Objevil 270 mlhovin a 9 dvojhvězd.